# Francisco de Miranda Testa y de Cetina
Francisco de Miranda Testa y de Cetina (Madrid, segle xvii - Santa Maria de Gerri, agost de 1760) fou l'abat de Santa Maria d'Amer i Santa Maria de Roses entre 1734 i 1739 i de Santa Maria de Gerri entre 1741 i 1760.

## Biografia
Va néixer a Madrid a la darreria del segle xvii i fou batejat a la parròquia de San Martín, fill de Jerónimo de Miranda y Testa i de Lorenza de Cetina y Ugarte.
Va entrar a l'Orde de Sant Agustí al convent de San Felipe el Real i va professar el 5 d'agost del 1700 en mans del prior fra Diego de Florez. Va seguir predicant al convent fins al 1725 moment en què se'l declara predicador jubilat i aconsegueix el grau de mestre.
Els seus familiars, buscant que ascendís, aconseguiren que el desembre de 1734 Felip V el fes abat de Santa Maria d'Amer i Santa Maria de Roses, deixant l'Orde de Sant Agustí i entrant a l'Orde de Sant Benet, on va estar fins a l'any 1739.
Finalment es traspassà a l'abadia de Santa Maria de Gerri on visqué fins a l'agost de 1760.